# Robert E. Lee on Traveller
Robert E. Lee on Traveller, ou General Robert E. Lee and Confederate Soldier ou encore Robert E. Lee and Young Soldier, est une statue équestre honorant le général de la guerre de Sécession Robert Lee avec son cheval Traveller auprès d'un autre soldat également à cheval.
Œuvre de Alexander Phimister Proctor (en), elle est longtemps située à Dallas, dans le parc Lee.
La statue a été dévoilée par le président Franklin Delano Roosevelt en 1936, puis enlevée en 2017 et vendue par la ville à une entreprise privée.